# Julian Bohdanowicz

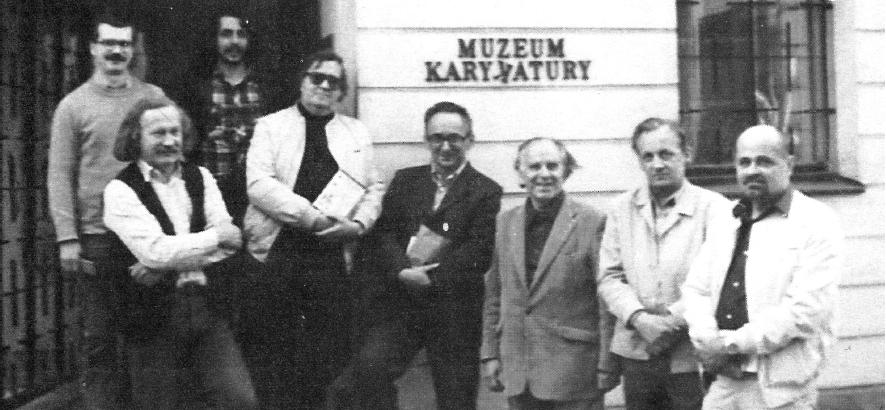
Polscy karykaturzyści: Zygmunt Januszewski, Robert Szecówka, Andrzej Podulka, Juliusz Puchalski, Zbigniew Jujka, Eryk Lipiński, Zbigniew Ziomecki, Julian Bohdanowicz. (1985)

Julian Bohdanowicz (ur. 30 kwietnia 1942 w Warszawie, zm. 18 września 2015 tamże) – polski rysownik, ilustrator książek i karykaturzysta.

## Życiorys
Absolwent Miejskiego Liceum Plastycznego w Gdyni oraz Wydziału Grafiki Akademii Sztuk Pięknych w Warszawie. Dyplom obronił w pracowni Juliana Patki w 1967.
W latach 1978–1981 i 1987–1990 redaktor graficzny tygodnika „Szpilki”. Członek jury i laureat na Festiwalu Dobrego Humoru. Część jego prac przechowywanych jest obecnie w Muzeum Karykatury w Warszawie. Miłośnik psów rasy jamnik.
Współpracował z czasopismami, m.in. takimi jak: „Szpilki”, „Magazyn Rodzinny”, „Polityka”, „Polska”, „Przegląd Techniczny”, „Zwierciadło”, „Dom”, „Inter-Polcom”, tygodnik „Solidarność”, „Wiadomości Wędkarskie”, „Łowiec Polski”, „Polska Zbrojna”, „Poradnik Domowy”, „Merkury”, „Gazeta Wyborcza”, „Miasto”, „Express Wieczorny”, „Murator”, „Architektura”, „Playboy”, „Reader’s Digest”, dziennik „Polska”, tygodnik „Tele Tydzień”, „Pardon”, „Elternhause und Schule”.

## Wybrane publikacje
- Różności, KMPiK, Zielona Góra 1980
- Katalog wystawy, Galeria Satyry „Rudy Kot”, Gdańsk 1984
- Mata Hari 83?, Galeria Satyry „Rudy Kot”, Gdańsk 1984
- Jak w rodzinie, Biblioteka Muzeum Karykatury, Muzeum Karykatury, Warszawa 1985
- Tatuś myśli!, Galeria Satyry „Rudy Kot”, Gdańsk 1985
- W naszym kochanym kurniku (katalog wystawy), Muzeum Karykatury, Warszawa 1986
- Rysunki, Galeria CKiSz, Siedlce 1990
- Album, Artystyczna Oficyna Wydawnicza „Secesja”, Warszawa 1993
- Katalog wystawy, „DIX”, Wtodawek 1998
- Pora na uśmiech, Wiedza i Życie, Warszawa 2000
- Katalog wystawy (wspólnie ze Zbigniewem Jujką), Legnicka Biblioteka Publiczna, Legnica 2003
- Mój mały przyjaciel, czyli: Tele-Wicki TeleTygodnia, Wydawnictwo H. Bauer, Warszawa 2006
- Rybom cześć, Biuro Festiwalu Dobrego Humoru, Gdańsk 2007

Ilustrował też wiele książek innych autorów wydanych m.in. przez „Wydawnictwa Szkolne i Pedagogiczne”, „Naszą Księgarnię” i Wydawnictwo „Bertelsmann”.
Jego wystawy indywidualne w kraju to m.in.: Salon „Szpilek” – Warszawa 1976; Legnica 1977 i 1979; Lidzbark Warmiński 1979; Lublin 1984; Poznań 1980; Galeria Satyry Rudy Kot” – Gdańsk 1980, 1981 i 1984; Galeria „Forum” – Kraków 1984; Stupsk 1985; Galeria Karykatury „Garb” – Wrocław 1985; „W naszym kochanym kurniku” – Muzeum Karykatury – Warszawa 1986/87; Kalisz 1987; Gorzów Wielkopolski 1987; „Z kolejną wiosną ...” – Muzeum Karykatury – Warszawa 1994; Galeria Sztuki WSP – Szczytno 1995/96; WOK – Elbląg 1996; Muzeum w Nieborowie i Arkadii – Nieborów 1997; Galeria Humoru i Satyry „Na drabinie” – Wtodawek 1998; „Szpilki” w „Szpilce” – Galeria „Szpilka” – Warszawa 2000; „Być żołnierzem” – Galeria Sztuki Muzeum WP – Warszawa 2002; „Europa ... Europejczycy” – Galeria „Młynek” – Warszawa 2003; Festiwal Dobrego Humoru – Gdańsk 2005, 2007; Bielański Ośrodek Kultury – Warszawa 2007.
Miał wystawy indywidualne za granicą, m.in.: Posk Galery – Londyn 1993; Galeria „Pompa” – Antwerpia 1995; Expo – Lizbona 1998; Instytut Polski – Wilno 2000; Muzeum Diabta – Kowno 2001; Galeria Związku Plastyków Ukrainy – Kijów 2005.
Brał udział w wystawach zbiorowych w kraju, m.in.: Międzynarodowa Wystawa „Satyrykon” Legnica 1978–1980, 1985, 1988–1989, 1995, 2001 oraz w wystawach organizowanych przez Muzeum Karykatury w Warszawie i in. oraz za granicą: Ankara, Antwerpia, Belgrad, Berlin, Bruksela, Hanower, Londyn, Monachium, Montreal, Nowy Jork, Praga, Skopje, Sofia, Tokio, Wiedeń.

## Nagrody i wyróżnienia
- II nagroda – „4th Word Cartoon Galery” – Skopje 1972;
- III nagroda – „Młodzi-75” – Rzeszów 1975;
- wyróżnienie – „I Ogólnopolskie Triennale Satyry” – Łódź 1976;
- wyróżnienia „Satyrykon '78-79” – Legnica 1978-79;
- II nagroda – „Satyrykon'80” – Legnica 1980;
- II nagroda – „Warszawa w karykaturze” – Warszawa 1980;
- wyróżnienie – Ankara 1984;
- Srebrny ołówek – „Satyrykon'85” – Legnica 1985;
- wyróżnienie – „Yomiuri Shimbun” – Tokio – 1985;
- nagroda prasy – Zielona Góra 1986;
- I nagroda „Od konstytucji do konstytucji” – Muzeum Karykatury – Warszawa 1991;
- Brązowy Medal – „Satyrykon'95” – Legnica 1995;
- I nagroda – „Posterunek Satyry Bis” – Szczytno 1999;
- Grand Prix – „Reklama w krzywym zwierciadle” – Włocławek 2000;
- II nagroda – „Giełda, Giełda...” – Warszawa 2001;
- „Melonik Charliego” – VI Festiwal Dobrego Humoru – Gdańsk 2005;
- Ławeczka Sław Karykatury – Ustronie Morskie 2005.
- nagroda biblioteki wojewódzkiej im. Norwida – Zielona Góra 2012;
- Srebrny Medal „Zasłużony Kulturze Gloria Artis” – 2012[3];

Wielokrotny laureat Złotej, Srebrnej i Brązowej Szpilki.
W latach 2008–2009 w dzienniku „Polska” publikował cykl rysunków satyrycznych.
Od 2012 rysował dla portalu kulturalno-informacyjnego „Zakopane dla Ciebie”.
W grudniu 2013 w Petersburgu wydany został przez Wydawnictwo Artystyczne album Galerii Mistrzów Karykatury z jego rysunkami.